# Мирный (Красноярский край)
Мирный — упразднённый посёлок в городском округе город Лесосибирск Красноярского края России. Исключён из учётных данных в 1997 году, фактически включён в состав города Лесосибирск.

## География
Посёлок располагался на правом берегу реки Болотовка (приток Маклаковки), на расстоянии приблизительно 1 км к юго-западу от города Лесосибирска.

### Климат
Климат умеренно континентальный, характеризуется резкими перепадами температур, как в течение суток, так и в течение года, а также продолжительной холодной зимой и коротким, довольно жарким, летом. В зимнее время над поверхностью формируется устойчивый Сибирский антициклон, обусловливающий ясную и морозную погоду со слабыми ветрами. Континентальность климата обеспечивает быструю смену зимних холодов на весеннее тепло. Однако низменный рельеф способствует проникновению арктического антициклона. Его действие усиливается после разрушения сибирского антициклона с наступлением теплого периода. Поэтому до июня бывают заморозки. Летом развивается циклональная деятельность на арктическом фронте, северные ветра приносят холодный воздух. Средняя за зиму высота снежного покрова 58 см, максимальная в защищенном месте — 72 см. Снежный покров наблюдается 187 дней в году..